# 스위스 항공 111편 추락 사고
스위스 항공 111편 추락 사고(영어: Swissair Flight 111)는 1998년 9월 2일, 승객 215명과 승무원 14명 등 탑승자 229명을 태우고 미국 뉴욕 존 F. 케네디 국제공항을 출발, 제네바 국제공항으로 향하던 도중 캐나다 핼리팩스 인근의 패기 만에서 일어난 추락한 사고이며, 탑승자 전원이 모두 사망한 사고이다. 
이 항공편은 델타 항공과 공동 운항하는 비행편이기도 했다.

## 사고 개요
스위스 항공의 사고 여객기는 1992년 미국 맥도널 더글러스가 제작한 MD-11 기종이며, 핼리팩스 스탠필드 국제공항에 비상 착륙을 시도하기 위해 연료를 버리고 있다는 연락을 한 뒤 통신이 두절된 상태였다.
또한 기체 고장 때문에 고도를 낮추면서 비상 착륙을 시도하다 잘 안돼 바닷물에 빠진 것으로 전해졌다.

### 사고기 정보
사고기는 맥도널 더글러스 MD-11 기종으로 시리얼 넘버는 48448이고 기체 등록번호는 HB-IWF이며, 1991년에 생산되어 지금까지 계속 스위스 항공에서 운용되었다. 
그것을 기리는 의미에서 스위스 보주의 명성을 제목에 사용하였다. 
기체는 총 36,041시간을 비행했으며 3개의 엔진은 프랫 & 휘트니 사의 4462s를 사용하였다.
객실은 241개 좌석(일등석 12석, 비즈니스석 49석, 일반석 180석)으로 배치되어 있었으며, 일등석과 비즈니스석 좌석은 1995년부터 시작된 스위스 항공의 기내 엔터테인먼트 시스템(AVOD) 설치 사업에 따라 1997년에 AVOD 설치를 완료한 상태였다. 
이코노미석은 설치되지 않은 상태였다.

### 승무원 구성
MD-11은 기장과 부조종사로 구성된 표준 비행 승무원과 객실에서는 비행 사무장이 11명의 객실 승무원의 업무를 감독하는 체제로 구성되어 있다. 
111편에 탑승한 모든 인원은 자격이 있고 JAA 아래에서 스위스 규정에 따라 공인된 훈련을 받은 인원들이었다.

### 비행과 최후의 순간
대서양 시간 22시 10분(01:10 UTC)에 FL330(대략 33,000피트 혹은 10,100m)에서 비행하였으며, 비행 승무원으로 기장인 어스 지머먼과 부조종사인 스테판 로우가 조종하고 있었는데 조종실의 냄새를 감지하고 냉방 장치에서 나오는 연기라고 결론내렸고 객실 승무원이 지머먼 기장의 지시를 받아 냉방 장치 통풍구를 닫아 상황을 간단히 조치했다.
4분후 냄새가 다시 감지되고 낮은 연기가 보이기 시작했으며 비행 승무원들은 신속하게 인근 공항으로의 착륙을 고려하였다. 
대서양 시간 10시 14분(01:14 UTC) 비행 승무원들은 '팬 - 팬 - 팬'이라는 국제 긴급 조난 무선 부호로 멍크턴 관제소(북미 상공에서 출발하거나 접근하는 대서양 횡단 항공편을 처리한다)에 표시 비상 상황(긴급상황시 항공기에 위험상황을 표시하는 조난구호 신호)을 호출하였고, 보스턴 로건 국제공항에 전환을 요청하였으며 당시 그곳은 거리상으로 300해리(560km)였다. 
멍크턴 관제소는 비행 승무원들에게 최저로 허용된 66nm(104km) 떨어진 노바스코샤주 엔필드에 있는 핼리팩스 스탠필드 국제공항이 가까이에 있다는 벡터를 제공하였으며 비행 승무원들은 산소 마스크를 착용하고 항공기는 하강을 시작했다. 
지머먼 기장은 그가 조종실에 가득찬 연기에 대해 약 20분가량 향후 소요와 논쟁이 될 과정에서 개인적으로 두 스위스 항공 표준 체크리스트를 통해 실행하는동안 하강 담당 로우를 넣기 시작했다.
대서양 시간 22시 18분(01:10 UTC) 멍크턴 관제소는 111편의 관제를 핼리팩스 관제소로 이양했는데 비행기가 핼리팩스의 육지 상공을 벗어나 북미 공역을 벗어나려고 했기 때문이었다.
22시 19분(01:19 UTC) 111편은 멀리 핼리팩스 국제공항에서 30해리(56km) 떨어진 지점에서 고도를 21000피트(6,400미터)로 하강하기 위해 더 많은 시간을 요청했다. 
22시 20분 핼리팩스 관제소에 연료를 방출하기 위한 필요한 정보를 요청하였으며 핼리팩스 관제소는 이어서 111편에 세인스 마거렛 만으로 우회하여 그들이 더 안전하게 연료를 방출할 수 있도록 했는데, 여전히 핼리팩스에서 30마일 떨어진 곳이었다.

### 수색과 구조 작업
캐나다 공군, 캐나다 해군, 캐나다 육군으로부터 핼리팩스 공동구조센터[JRCC 핼리팩스]에 사고소식이 전해지고 그 외에 캐나다 해안 경비대[CCG] 및 캐나다 해안 경비대 조력자[CCGA]에 의해 운영 지속성과 즉각 활동 개시라는 작전명으로 현장에 급파되었다.
캐나다 해안 경비대 조력자가 첫 번째로 사고 현장에 접근하였고 그외 페기의 후미에서 출동한 개인 소유의 낚싯배로 세인트 마가렛 만과 아스포토겐 반도에 위치한 다른 항구와 베이스워터에서 온 선박이었다.
그들은 캐나다 해안 경비대 특별 행정구 전용 전함인 CCGS 삼브로와 CFB 그린우드에서 413 비행 중대에 의해 비행하는 CH-113 래브라도 헬기에 의해 곧 합류했다

## 검토와 사고 조사
항공기는 수면에 충돌하면서 분해되었으며 잔해의 대부분은 해저(55m미터 또는 180피트)로 가라앉았다. 일부 잔해가 추락 지점에 떠 있는 것을 발견하고 1주 후 해안선으로 인양되어 처리되었다.

## 같이 보기
- 남아프리카 항공 295편 추락 사고
- 이집트 항공 804편 추락 사고